# 格蘭青湖

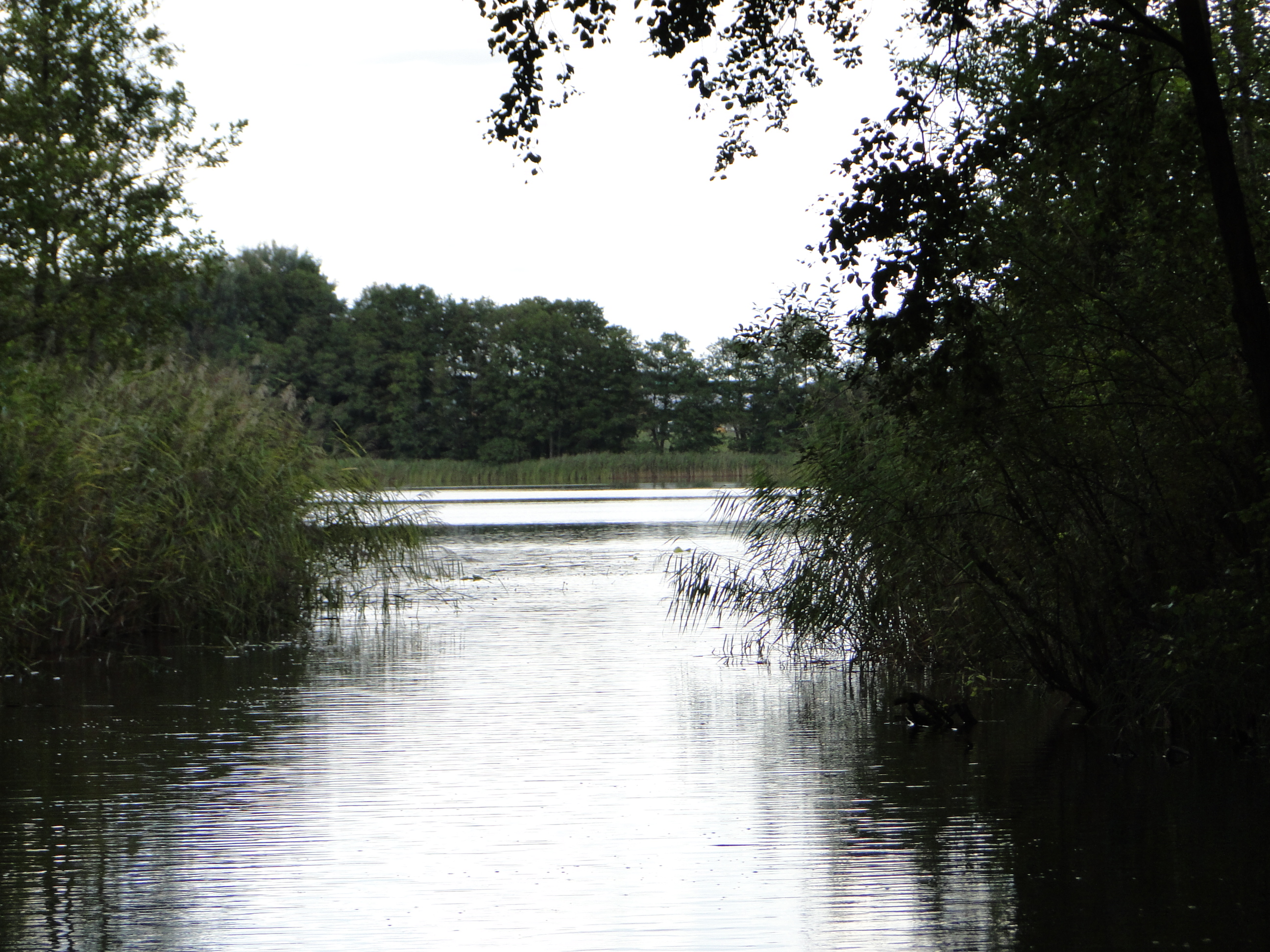

53°24′53.47″N 12°54′31.55″E / 53.4148528°N 12.9087639°E
格蘭青湖（德語：Granziner See），是德國的湖泊，位於該國東北部，由梅克倫堡-前波美拉尼亞州負責管轄，處於梅克倫堡湖區縣的克拉策堡，面積0.54平方公里，海拔高度62米。